# 13 juillet en sport
13 juin 13 août
Chronologies thématiques
- Croisades
- Ferroviaires
- Disney

Le 13 juillet (194e jour de l'année ou 195e en cas d'année bissextile) en sport.

## Événements

### XIXesiècle
- 1881 :
  - (Tennis /Grand Chelem) : William Renshaw s'impose face à John Hartley 6-0, 6-1, 6-1 dans la 5e édition du Tournoi de Wimbledon
- 1889 :
  - (Tennis /Grand Chelem) : sur la 13e édition du Tournoi de Wimbledon, le Britannique William Renshaw s'impose face à son frère jumeau Ernest Renshaw 6-4, 6-1, 3-6, 6-0. En finale Dames, c'est la Britannique Blanche Bingley qui s'impose face à sa compatriote Lena Rice 4-6, 8-6, 6-4. Et sur le double, ce sont les Britanniques William Renshaw et Ernest Renshaw qui gagnent face à leurs compatriotes George Hillyard et Ernest Lewis 6–4, 6–4, 3–6, 0–6, 6–1 [1]

### XXesièclede1901à1950
- 1924 :
  - (Sport automobile) : Grand Prix automobile de Pescara.
- 1930 :
  - (Football) : inauguration de la Coupe du monde de football de 1930 en Uruguay avec les matchs France - Mexique et États-Unis - Belgique.
- 1936 :
  - (Sport automobile) : Grand Prix automobile de Monaco.
- 1947 :
  - (Sport automobile) : Grand Prix automobile d'Albi.

### XXesièclede1951à2000
- 1957 :
  - (Athlétisme) : Yuriy Stepanov établit un nouveau record du monde du saut en hauteur à 2.16 mètres.
- 1980 :
  - (Formule 1) : Grand Prix de Grande-Bretagne.
- 1984 :
  - (Athlétisme) : Sergueï Bubka porte le record du monde du saut à la perche à 5,90 mètres.
- 1985 :
  - (Athlétisme) : à Paris, Sergueï Bubka devient le premier homme à franchir la barre des 6 mètres au saut à la perche.
- 1986 :
  - (Formule 1) : Grand Prix de Grande-Bretagne.
- 1997 :
  - (Formule 1) : Grand Prix de Grande-Bretagne.

### XXIesiècle
- 2002 :
  - (Rugby à XV) : en match d'ouverture du Tri-nations, à Christchurch, la Nouvelle-Zélande bat l'Australie 12-6.
- 2013 :
  - (Football) : finale de la coupe du monde des moins de vingt ans : la France bat l'Uruguay et devient la première nation au monde à avoir remporté toutes les compétitions masculines organisées par la FIFA.
- 2014 :
  - (Football) : l'Allemagne remporte la Coupe du monde au Brésil en battant l'Argentine sur le score de un à zéro après prolongation au Stade Maracanã à Rio de Janeiro. Le but est marqué à la 113e minute par Mario Götze qui est élue homme du match. C'est la quatrième fois que l'Allemagne remporte cette compétition.
- 2016 : 
  - (Cyclisme sur route /Tour de France) : sur la 11e étape du Tour de France 2016, victoire du Slovaque Peter Sagan devant le Britannique Christopher Froome et le Polonais Maciej Bodnar. Christopher Froome conserve le maillot jaune.
- 2017 : 
  - (Cyclisme sur route /Tour de France) : sur la 12e étape du Tour de France 2017 qui relie Pau à Peyragudes, victoire du Français Romain Bardet qui devance le Colombien Rigoberto Urán et l'Italien Fabio Aru qui au passage enfile le maillot jaune.
- 2021 : 
  - (Cyclisme sur route /Tour de France) : sur la 16e étape du Tour de France qui se déroule entre Le Pas de la Case (en Andorre) et Saint-Gaudens, sur une distance de 169 kilomètres, victoire de l'Autrichien Patrick Konrad. Le Slovène Tadej Pogačar conserve le maillot jaune.
- 2023 :
  - (Cyclisme sur route /Tour de France) : sur la 12e étape du Tour de France qui se déroule entre Roanne et Belleville-en-Beaujolais, sur une distance de 168,8 kilomètres, victoire de l'Espagnol Ion Izagirre. Le Danois Jonas Vingegaard conserve le maillot jaune.
- 2024 :
  - (Cyclisme sur route /Tour de France) : sur la 14e étape du Tour de France qui se déroule entre Pau dans les Pyrénées-Atlantiques et la station du Pla d'Adet à Saint-Lary-Soulan dans les Hautes-Pyrénées, sur une distance de 151,9 kilomètres[2], victoire du Slovène Tadej Pogačar qui l'emporte pour la deuxième fois sur ce Tour, consolidant sa première place au classement général[3].
  - (Tennis /Tournoi du Grand Chelem) : au All England Club, à Wimbledon, la Tchèque Barbora Krejčíková s'impose face à l'Italienne Jasmine Paolini (6-2, 2-6, 6-4). C'est son deuxième titre en Grand Chelem.
  - 2025
  - (Football / Coupe du Monde des Clubs) : Au MetLife Stadium, à East Rutherford, Chelsea s'impose 3-0 face au Paris Saint-Germain en finale grâce à un doublé de Cole Palmer et un but de João Pedro. Le joueur Parisien João Neves a écopé d'un carton rouge après avoir tiré les cheveux de Marc Cucurella.

## Naissances

### XIXesiècle
- 1848 : 
  - Albert Meysey-Thompson, footballeur anglais. († 20 mars 1894).
- 1876 :
  - William Michaels, boxeur américain. Médaillé de bronze des +71,7 kg aux Jeux de Saint-Louis 1904. († ? 1934).
- 1883 : 
  - Edgard Poelmans, footballeur belge. (16 sélections en équipe nationale). († 14 décembre 1932).
- 1884 :  
  - Yrjö Saarela, lutteur de gréco-romaine finlandais. Médaillé d'argent des poids lourds aux Jeux de Londres 1908 et aux champion olympique aux Jeux de Stockholm 1912. († 30 juin 1951).
- 1889 :  
  - Stan Coveleski, joueur de baseball américain. († 20 mars 1984).
- 1892 : 
  - Jonni Myyrä, athlète de lancers finlandais. Champion olympique du javelot aux Jeux d'Anvers 1920 et aux Jeux de Paris 1924. († 22 janvier 1955).

### XXesièclede1901à1950
- 1906 :
  - Albert Wolff épéiste et fleurettiste français puis américain. Champion du monde d'escrime à l'épée par équipes 1938.  († 14 juin 1989).
- 1908 :
  - Alec Rose, navigateur britannique. († 11 janvier 1991).
- 1910 :
  - Lien Gisolf, athlète de sauts néerlandaise. Médaillée d'argent de la hauteur aux Jeux d'Amsterdam 1928. Détentrice du record du monde de la hauteur du 3 juillet 1928 au 5 août 1928 et du 18 août 1929 au 7 août 1932. († 30 mai 1993).
- 1918 :
  - Alberto Ascari, pilote de F1 italien. Champion du monde de Formule 1 1952 et 1953. (13 victoires en Grand Prix). († 26 mai 1955).
- 1921 :
  - Guy Basquet joueur de rugby à XV français. (33 sélections en équipe de France). († 1er février 2006).
- 1922 :
  - Ken Mosdell, hockeyeur sur glace américain. († 5 janvier 2006).
- 1924 :
  - Michel Constantin, volleyeur puis acteur français. († 29 août 2003).
- 1927 :
  - Paul Lasaosa, joueur de rugby à XV français. (6 sélections en équipe de France). († 3 juillet 1988).
- 1928 :
  - Sven Davidson, joueur de tennis suédois. Vainqueur du tournoi de Roland Garros 1957. († 28 mai 2008).
- 1931 :
  - Frank Ramsey, basketteur puis entraîneur américain. († 8 juillet 2018).
- 1947 :
  - Michel Arrieumerlou, joueur de rugby à XV français. († 21 août 2022).
  - François M'Pelé, footballeur congolais. Champion d'afrique de football 1972. (29 sélections en équipe nationale).
- 1949 :
  - Helena Fibingerová, athlète de lancers tchécoslovaque puis tchèque. Médaillée de bronze du lancer de poids aux Jeux de Montréal 1976. Championne du monde d'athlétisme du lancer de poids 1983.
  - André Mollet cycliste sur route français.
- 1950 :
  - Rod Dixon, athlète de demi-fond et de fond néo-zélandais. Médaillé de bronze du 1 500m aux Jeux de Munich. Vainqueur du Marathon de New York 1983.

### XXesièclede1951à2000
- 1954 :
  - Rick Chartraw, hockeyeur sur glace vénézuélien et américain.
  - David Thompson, basketteur américain.
  - Michael Thompson, basketteur américain.
- 1955 : 
  - Pampi Laduche, joueur de pelote basque français.
- 1956 : 
  - Michael Spinks, boxeur américain. Champion olympique poids moyens aux Jeux de Montréal 1976. Champion du monde poids mi-lourds de boxe à trois reprises. Champion du monde poids lourds de boxe du 21 septembre 1985 au 19 février 1987.
- 1957 : 
  - Thierry Boutsen, pilote de F1 et de courses automobile d'endurance belge. (3 victoires en Grand Prix)
- 1961 : 
  - Anders Järryd, joueur de tennis suédois. Médaillé de bronze en double aux Jeux de Séoul 1988. Vainqueur des Coupe Davis 1984, 1985 et 1987.
- 1963 : 
  - Spud Webb basketteur américain.
- 1964 : 
  - Pascal Hervé, cycliste sur route français. († 24 décembre 2024).
  - Michael Jackson basketteur américain.
- 1965 : 
  - Hannes Strydom, joueur de rugby à XV sud-africain. (21 sélections en équipe nationale). († 19 novembre 2023).
- 1970 : 
  - Roman Dostál, biathlète tchèque. Champion du monde des 20km individuel 2005.
  - Barry Pinches, joueur de snooker anglais.
- 1974 : 
  - Jarno Trulli, pilote de F1 italien. (1 victoire en Grand Prix).
- 1975 :
  - Vegard Heggem, footballeur norvégien. Vainqueur de la Coupe UEFA 2001. (20 sélections en équipe nationale).
- 1976 : 
  - Sheldon Souray, hockeyeur sur glace canadien.
- 1978 : 
  - Shaun Fein, basketteur américain puis français.
- 1980 : 
  - Cédric Hengbart, footballeur français.
- 1982 : 
  - Yadier Molina, joueur de baseball portoricain.
- 1983 : 
  - Andreas Schillinger, cycliste sur route allemand.
  - Liu Xiang, athlète de haies chinois. Champion olympique du 110 mètres haies aux Jeux d'Athènes 2004. Champion du monde d'athlétisme du 110 m haies 2007. Champion d'Asie d'athlétisme du 110m haies 2002, 2005, 2009 et 2011.
- 1984 : 
  - Nadjim Abdou, footballeur franco-comorien. (33 sélections avec l'équipe des Comores).
  - Adrien Hardy, navigateur français.
  - Pierre Pujol, volleyeur français. Champion d'Europe de volley-ball masculin 2015. Vainqueur de la Coupe de la CEV masculine 2011). (251 sélections en équipe de France).
- 1985 :
  - Charlotte Dujardin, cavalière de dressage britannique. Championne olympique de dressage individuel et par équipes aux jeux de Londres 2012 puis championne olympique en individuelle et médaillée d'argent par équipes aux Jeux de Rio 2016. Championne du monde de dressage du Libre en Musique et du Grand Prix Spécial 2014.
  - Guillermo Ochoa, footballeur mexicain. Vainqueur de la Coupe des champions de la CONCACAF 2006. (87 sélections en équipe nationale).
- 1986 : 
  - Thomas Deruda, footballeur français.
  - Salvatore Rossini, volleyeur italien. Médaillé d'argent aux Jeux de Rio 2016. (5 sélections en équipe nationale).
- 1987 : 
  - Arinze Onuaku, basketteur américain.
- 1989 : 
  - Saša Čađo, basketteuse serbe. Médaillée de bronze aux Jeux de Rio 2016. Championne d'Europe féminin de basket-ball 2015.
  - Gerrit Fauser, hockeyeur sur glace allemand. Médaillé d'argent aux Jeux de Pyeongchang 2018.
  - Kristina Kristiansen, handballeuse danoise. Victorieuse de la Coupe EHF de handball féminin 2013. (146 sélections en équipe nationale).
- 1990 : 
  - Jonathan Mensah, footballeur ghanéen. (63 sélections en équipe nationale).
- 1991 : 
  - MacKenzie Boyd-Clowes, sauteur à ski canadien. Médaillé de bronze par équipes mixte aux jeux de Pékin 2022.
  - Tyler Skaggs, joueur de baseball américain. († 1er juillet 2019).
- 1992 : 
  - Meron Teshome, cycliste sur route érythréen.
- 1993 : 
  - Tizita Bogale, athlète de demi-fond éthiopienne.
  - Kévin Ledanois, cycliste sur route français. Champion du monde de cyclisme sur route des - de 23 ans 2015.
  - Axel Ngando, footballeur français.
- 1994 : 
  - Malcolm Marx joueur de rugby à XV sud-africain. Champion du monde de rugby à XV 2019. Vainqueur du The Rugby Championship 2019. (47 sélections en équipe nationale).
  - Jere Uronen, footballeur finlandais. (63 sélections en équipe nationale).
- 1995 :
  - Cody Bellinger, joueur de baseball américain.
  - Vitto Brown, basketteur américain.
  - Dante Exum, basketteur australien. (8 sélections en équipe nationale)
  - Sandie Toletti, footballeuse française. Championne du monde féminine de football des moins de 17 ans 2012. Championne d'Europe féminin de football des moins de 19 ans 2013. (37 sélections en équipe de France).
- 1997 :
  - Farid El Melali, footballeur algérien. (2 sélections en équipe nationale).
- 1999 :
  - Alex Bangura, footballeur sierraléonais.
- 2000 :
  - Mike Eerdhuijzen, footballeur néerlandais.

### XXIesiècle
- 2003 :
  - Émilien Gailleton, joueur de rugby à XV français. (2 sélections en équipe de France).
  - Denis Halinský, footballeur tchèque.
- 2007:
  - Lamine Yamal, footballeur espagnol

## Décès

### XXesièclede1901à1950
- 1901 : 
  - Peter Jackson, 40 ans, boxeur australien. (° 3 juillet 1861).
- 1917 : 
  - James Dwight, 64 ans, joueur de tennis américain. (° 14 juillet 1852).
- 1919 : 
  - William Cummings, 61 ans, athlète de demi-fond écossais. (° 10 juin 1858).
  - Theo Harding, 59 ans, joueur de rugby à XV gallois. (3 sélections en équipe nationale). (° 26 mars 1860).
- 1947 : 
  - Warwick Armstrong, 68 ans, joueur de cricket australien. (50 sélections en test cricket). (° 22 mai 1879).

### XXesièclede1951à2000
- 1967 : 
  - Tom Simpson, 29 ans, cycliste sur route britannique. Champion du monde de cyclisme sur route 1965. Vainqueur du Tour des Flandres 1961, de Bordeaux-Paris 1963, de Milan-San Remo 1964 et du Tour de Lombardie 1965. (° 30 novembre 1937).

### XXIesiècle
- 2010 : 
  - George Steinbrenner, 80 ans, homme d'affaires américain. Propriétaire des Yankees de New York de 1973 à 2010. (° 4 juillet 1930).
- 2012 : 
  - Warren Jabali, 65 ans, basketteur américain. (° 29 août 1946).
- 2014 : 
  - Werner Lueg, 82 ans, athlète de demi-fond allemand. Médaillé de bronze du 1 500m aux Jeux d'Helsinki 1952. (° 16 septembre 1931).